# Straßensperre Gomagoi

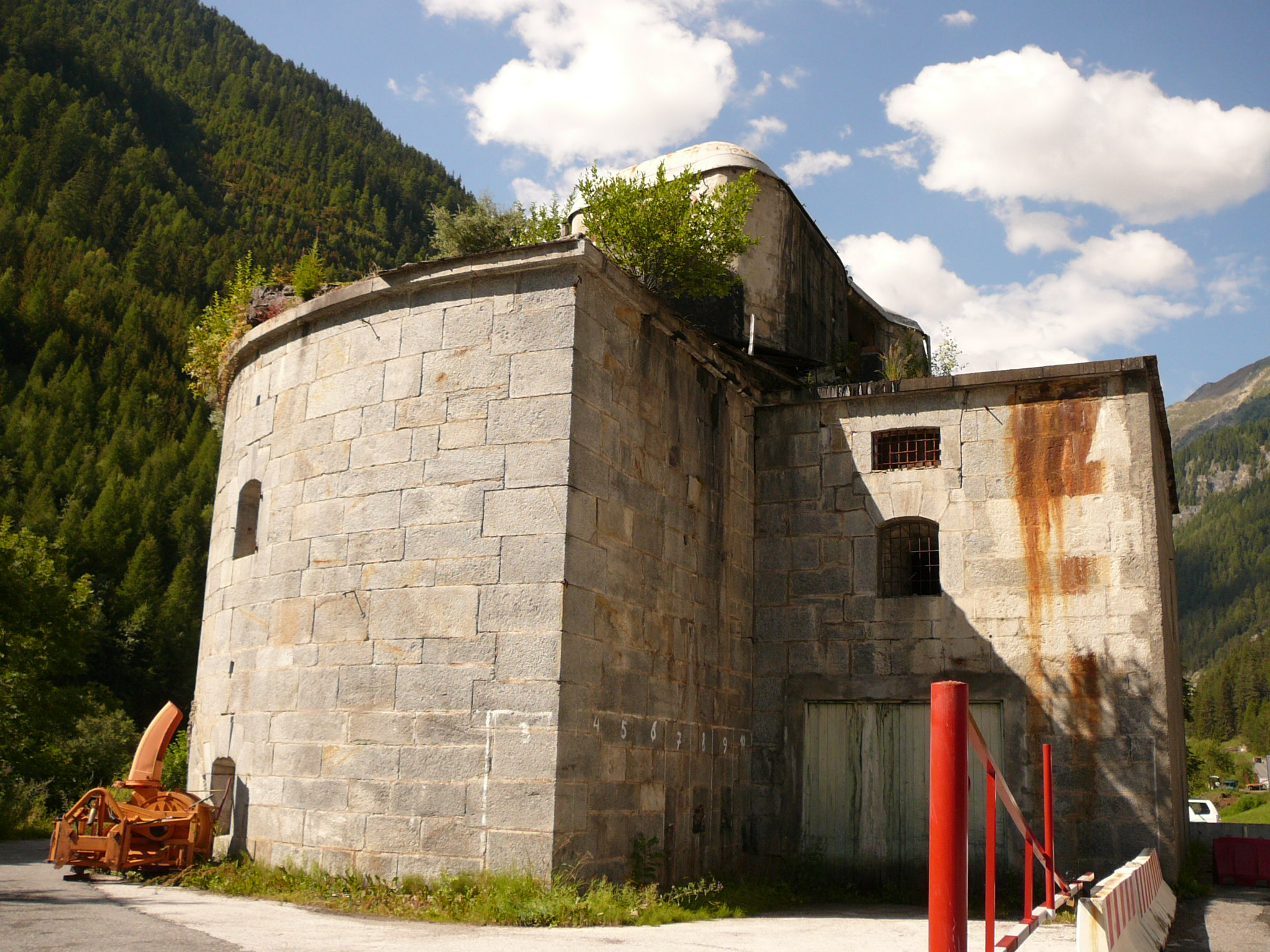
Die Reste des Forts im Jahre 2008 (Blickrichtung zum Stilfser Joch)

Die Straßensperre Gomagoi, erbaut in den Jahren 1860/62, lag oberhalb der gleichnamigen Ortschaft Gomagoi an der Einmündung des Trafoitals in das Suldental und hatte die wichtige Aufgabe, die Straße vom Stilfser Joch in das Vinschgau sowie über den Reschenpass in das Inntal zu sperren. Sie gehörte zum Gesamtsystem des österreichischen Abwehrriegels an der Reichsgrenze zu Italien.
Es handelte sich um eine Straßensperre im wahren Sinne des Wortes, da die Anlage direkt auf die Reichsstraße gesetzt wurde. Um die Sperre (südwärts) zu passieren, musste man zwischen der rechten Flanke des Werkes und der etwa vier Meter entfernten Stützmauer des hier beginnenden Steilhanges des Obergrimm-Kammes durch das innere Tor hindurch, an einer Wachkasematte vorbei, durch das äußere Tor und dann über eine Zugbrücke.
Zu Beginn des Ersten Weltkrieges bereits hoffnungslos veraltet (die Mauern sind aus Stein ausgeführt), wurde die Sperre 1914 trotzdem in Verteidigungsbereitschaft versetzt.

## Kriegsbesatzung
- Détachements der Landesschützenregimenter Trient Nr. I und Innichen Nr. III
- 1 Reservekompanie des Festungsartilleriebataillons Nr. 4 (Riva)
- 1 Détachement des Festungsartilleriebataillons Nr. 7 (Malé / Val di Sole)

## Bewaffnung
- 6 Kasemattkanonen 9 cm
- 1 Kasemattkanone 8 cm
- 5 Maschinengewehre hinter Panzerplatten

Als unterstützende Feldbefestigungen kamen noch hinzu
- Batterie Taufers (4 Kanonen 9 cm)
- Batterie Kleinboden (2 Kanonen 9 cm)
- Batterie Goldsee (2 Mörser 15 cm)
- Batterie Schafseck (2 Kanonen 9 cm / 2 Kanonen 8 cm)
- Kavernenbatterie Steinadler (2 Kasemattkanonen 8 cm aus Nauders)

Im Juni 1915 eroberte ein kleines österreichisches Détachement aus Gendarmerieassistenzen, Finanzwachleuten, Landstürmern und Standschützen in Zugstärke unter dem Befehl des Kaiserjägerhauptmanns Andreas Steiner in einer Blitzaktion den auf italienischem Gebiet liegenden Monte Scorluzzo (3.094 m).
Da dieser Berg das Stilfser Joch vollkommen beherrscht und bis zum Kriegsende in österreichischer Hand blieb, kam es am Werk Gomagoi zu keinen Kampfhandlungen.
Eigentlich blieb das Werk unbeschädigt, wäre nicht später das komplette Mittelteil durchbrochen worden, um die Straße (heutige Staatsstraße 38) hindurchzuführen. Das Werk dient als Lager und kann nicht besichtigt werden.

## Bedeutung
Die Anzahl der hier eingebundenen Geschütze weist auf die Bedeutsamkeit dieser Sperre hin. Eine Überwindung des Stilfser Jochs hätte unabsehbare Folgen gehabt. Einem Vormarsch der Italiener bis nach Innsbruck hätte dann lediglich die noch ältere Straßensperre Nauders im Wege gestanden. Sonst gab es nichts mehr, keine Befestigungen und erst recht keine Truppen. Die Folgen wären unabsehbar gewesen, da es den Zusammenbruch der gesamten österreichischen Front westlich des Brenners zur Folge gehabt hätte.

## Trivia
In Trafoi und in Gomagoi war zwischen dem 10. Oktober 1914 und dem 13. Januar 1915 der Schriftsteller Robert Musil stationiert.